# Lepanthes calocodon
Lepanthes calocodon är en orkidéart som beskrevs av Carlyle August Luer. Lepanthes calocodon ingår i släktet Lepanthes och familjen orkidéer. Inga underarter finns listade i Catalogue of Life.